# Ferdinand Maria Bavorský
Ferdinand Maria (31. října 1636, Mnichov – 26. května 1679, Schleißheim) byl v letech 1651–1679 bavorským kurfiřtem.

## Život
Ferdinand byl starším ze dvou synů bavorského kurfiřta Maxmiliána I. a jeho druhé ženy Marie Anny, dcery císaře Ferdinanda II. Po ukončení výuky u jezuitských učitelů ho jeho otec 11. prosince 1650 oženil Jindřiškou Adélou Savojskou. Po smrti svého otce roku 1651 byl Ferdinand nějaký čas v poručnictví své matky, která v zemi vládla jako regentka a jeho strýc vévoda Albrecht v té době působil jako zemský správce.
V roce 1654, když zemřel král Ferdinand IV. Habsburský, nabídl francouzský kardinál Jules Mazarin Ferdinandovi, aby kandidoval na říšský trůn. Ten však raději po dlouhém váhání 24. srpna 1654 svoji případnou kandidaturu odmítl. Místo toho se Waldmünchenskou smlouvou 12. ledna 1658 zavázal ve volbě podpořit Leopolda Habsburského. Na oplátku pak Habsburkové rozhodli v jeho prospěch vleklý spor mezi ním a jeho bratrancem Karlem Ludvíkem Falckým o úřad říšského vikáře.
Díky opatrné politice vůči Francii Ludvíka XIV. mohl Ferdinand zajistit Bavorsku mír a pomocí zavedení merkantilistických hospodářských metod se mu podařilo překonat následky třicetileté války v Bavorsku mnohem rychleji než v ostatních německých zemích. Bavorsko mělo dočasně i plány na vytvoření kolonie v zámoří, ale kvůli výše zmíněné politice zdrženlivosti se těchto úmyslů vzdalo. Mezi léty 1662 až 1664 Ferdinand vojensky vypomáhal Rakousku v jeho válkách s Turky.
Po narození dlouho očekávaného dědice Maxe Emanuela v roce 1662 nechal císařský pár vystavět zámek Nymphenburg a theatinský kostel. Díky Ferdinandově manželce Henriettě se do Bavorska stahovalo mnoho hudebníků, umělců a architektů italského baroka.
Dne 17. února 1670 uzavřel Ferdinand v Mnichově s Francií spojeneckou smlouvu na 10 let. Zavázal se v ní k podpoře francouzských požadavků na španělské dědictví. Za to mu Francie vyplatila 180 000 tolarů a zavázala se mu k placení 400 000 tolarů ročně, pokud v případě, že propukne válka, bude Bavorsko stát na její straně. Přes tuto smlouvu a proti přání své manželky však Ferdinand zůstal v holandské válce, která začala o dva roky později, neutrální. Peníze z této smlouvy pak Ferdinand použil k vybudování vojska po francouzském vzoru. Kromě toho také nechal v Bavorsku vypracovat první obecní zřízení pro města.

## Poslední léta života
9. dubna roku 1674 zničil požár polovinu mnichovské rezidence a od té doby otřesená kurfiřtka zemřela ve věku 39 let 18. března 1676. Nedlouho po smrti své milované ženy, 31. října roku 1679 zemřel v zámku Schleißheim i sám Ferdinand Maria. Pochován byl do sarkofágu v kurfiřtské hrobce v Theatenkirche, který nechal vybudovat.
Manželství jeho nejstarší dcery Marie Anny Viktorie s jejím bratrancem, francouzským Velkým Dauphinem, jež bylo uzavřeno následujícího roku, bylo jeho posledním výsledkem bavorského spojenectví s Francií.
Ferdinand Maria v okamžiku své smrti zanechal státní pokladnu dobře naplněnou, od otce zděděný státní poklad ještě zvětšil.

## Potomci
Kurfiřt Ferdinand Maria se oženil 25. června 1652 v Mnichově s princeznou Jindřiškou Adélou (1636–1676), dcerou vévody Viktora Amadea I. Savojského a jeho ženy princezny Kristýny Bourbonské. Z tohoto svazku se narodilo osm dětí (tři dcery a pět synů), z nichž však čtyři zemřely již v útlém věku:
- 1. Marie Anna Bavorská (28. 11. 1660 Mnichov – 20. 4. 1690 Versailles)
  - ⚭ 1680 Ludvík Francouzský (1. 11. 1661 Fontainebleau – 14. 4. 1711 Meudon), le Grand Dauphin
- 2. Maxmilián II. Emanuel (11. 7. 1662 Mnichov – 26. 2. 1726 tamtéž), vojevůdce, kurfiřt a vévoda bavorský, místodržící Španělského Nizozemí (1692–1706)
  - I. ⚭ 1685 Marie Antonie Habsburská (18. 1. 1669 Vídeň – 24. 12. 1692 tamtéž)
  - II. ⚭ 1695 Tereza Kunhuta Sobieská (4. 3. 1676 Varšava – 10. 3. 1730 Benátky)
- 3. Luisa Markéta Antonie Bavorská (18. 9. 1663 Mnichov – 10. 11. 1665 tamtéž)
- 4. Ludvík Amadeus Viktor Bavorský (6. 4. 1665 Mnichov – 11. 12. 1665 tamtéž)
- 5. mrtvě narozený syn (*/† 4. 8. 1666)
- 6. Kajetán Maria František Bavorský (2. 5. 1670 Mnichov – 7. 12. 1670 tamtéž)
- 7. Josef Klemens Bavorský (5. 12. 1671 Mnichov – 12. 11. 1723 Bonn), kurfiřt a arcibiskup kolínský
- 8. Violanta Beatrix Bavorská (23. 1. 1673 Mnichov – 30. 5. 1731 Florencie)
  - ⚭ 1689 Ferdinand Medicejský (9. 8. 1663 Florencie – 31. 10. 1713 tamtéž), korunní princ toskánský, velký mecenáš umění, zejména hudby

## Vývod z předků
|                          |                        |  |                         |                         |  |  |  |  |  |  |  | Vilém IV. |
|                          |                        |  |                         |                         |  |  |  |  |  |  |  |           |
|                          | Albrecht V.            |  |                         |                         |  |  |  |  |  |  |  |           |
|                          |                        |  |                         |                         |  |  |  |  |  |  |  |           |
|                          |                        |  |                         | Jakobea z Badenu        |  |  |  |  |  |  |  |           |
|                          |                        |  |                         |                         |  |  |  |  |  |  |  |           |
|                          | Vilém V.               |  |                         |                         |  |  |  |  |  |  |  |           |
|                          |                        |  |                         |                         |  |  |  |  |  |  |  |           |
|                          |                        |  |                         | Ferdinand I. Habsburský |  |  |  |  |  |  |  |           |
|                          |                        |  |                         |                         |  |  |  |  |  |  |  |           |
|                          | Anna Habsburská        |  |                         |                         |  |  |  |  |  |  |  |           |
|                          |                        |  |                         |                         |  |  |  |  |  |  |  |           |
|                          |                        |  |                         | Anna Jagellonská        |  |  |  |  |  |  |  |           |
|                          |                        |  |                         |                         |  |  |  |  |  |  |  |           |
|                          | Maxmilián I.           |  |                         |                         |  |  |  |  |  |  |  |           |
|                          |                        |  |                         |                         |  |  |  |  |  |  |  |           |
|                          |                        |  |                         | Antonín Lotrinský       |  |  |  |  |  |  |  |           |
|                          |                        |  |                         |                         |  |  |  |  |  |  |  |           |
|                          | František I. Lotrinský |  |                         |                         |  |  |  |  |  |  |  |           |
|                          |                        |  |                         |                         |  |  |  |  |  |  |  |           |
|                          |                        |  |                         | Renata Bourbonská       |  |  |  |  |  |  |  |           |
|                          |                        |  |                         |                         |  |  |  |  |  |  |  |           |
|                          | Renata Lotrinská       |  |                         |                         |  |  |  |  |  |  |  |           |
|                          |                        |  |                         |                         |  |  |  |  |  |  |  |           |
|                          |                        |  |                         | Kristián II. Dánský     |  |  |  |  |  |  |  |           |
|                          |                        |  |                         |                         |  |  |  |  |  |  |  |           |
|                          | Kristina Dánská        |  |                         |                         |  |  |  |  |  |  |  |           |
|                          |                        |  |                         |                         |  |  |  |  |  |  |  |           |
|                          |                        |  |                         | Isabela Habsburská      |  |  |  |  |  |  |  |           |
|                          |                        |  |                         |                         |  |  |  |  |  |  |  |           |
| Ferdinand Maria Bavorský |                        |  |                         |                         |  |  |  |  |  |  |  |           |
|                          |                        |  |                         |                         |  |  |  |  |  |  |  |           |
|                          |                        |  | Ferdinand I. Habsburský |                         |  |  |  |  |  |  |  |           |
|                          |                        |  |                         |                         |  |  |  |  |  |  |  |           |
|                          | Karel II. Štýrský      |  |                         |                         |  |  |  |  |  |  |  |           |
|                          |                        |  |                         |                         |  |  |  |  |  |  |  |           |
|                          |                        |  |                         | Anna Jagellonská        |  |  |  |  |  |  |  |           |
|                          |                        |  |                         |                         |  |  |  |  |  |  |  |           |
|                          | Ferdinand II. Štýrský  |  |                         |                         |  |  |  |  |  |  |  |           |
|                          |                        |  |                         |                         |  |  |  |  |  |  |  |           |
|                          |                        |  |                         | Albrecht V. Bavorský    |  |  |  |  |  |  |  |           |
|                          |                        |  |                         |                         |  |  |  |  |  |  |  |           |
|                          | Marie Anna Bavorská    |  |                         |                         |  |  |  |  |  |  |  |           |
|                          |                        |  |                         |                         |  |  |  |  |  |  |  |           |
|                          |                        |  |                         | Anna Habsburská         |  |  |  |  |  |  |  |           |
|                          |                        |  |                         |                         |  |  |  |  |  |  |  |           |
|                          | Marie Anna Habsburská  |  |                         |                         |  |  |  |  |  |  |  |           |
|                          |                        |  |                         |                         |  |  |  |  |  |  |  |           |
|                          |                        |  |                         | Albrecht V. Bavorský    |  |  |  |  |  |  |  |           |
|                          |                        |  |                         |                         |  |  |  |  |  |  |  |           |
|                          | Vilém V. Bavorský      |  |                         |                         |  |  |  |  |  |  |  |           |
|                          |                        |  |                         |                         |  |  |  |  |  |  |  |           |
|                          |                        |  |                         | Anna Habsburská         |  |  |  |  |  |  |  |           |
|                          |                        |  |                         |                         |  |  |  |  |  |  |  |           |
|                          | Marie Anna Bavorská    |  |                         |                         |  |  |  |  |  |  |  |           |
|                          |                        |  |                         |                         |  |  |  |  |  |  |  |           |
|                          |                        |  |                         | František I. Lotrinský  |  |  |  |  |  |  |  |           |
|                          |                        |  |                         |                         |  |  |  |  |  |  |  |           |
|                          | Renata Lotrinská       |  |                         |                         |  |  |  |  |  |  |  |           |
|                          |                        |  |                         |                         |  |  |  |  |  |  |  |           |
|                          |                        |  |                         | Kristina Dánská         |  |  |  |  |  |  |  |           |
|                          |                        |  |                         |                         |  |  |  |  |  |  |  |           |